# 州界 (愛達荷州)
州界（英語：Stateline）是一個位於美國愛達荷州庫特內縣的城市。

## 地理
州界的座標為47°42′18″N 117°02′17″W / 47.70500°N 117.03806°W，而該地的平均海拔高度為640米（即2100英尺）。

## 人口
根據2020年美國人口普查的數據，州界的面積為0.29平方千米，當中陸地面積為0.29平方千米，而水域面積為0.00平方千米。當地共有人口39人，而人口密度為每平方千米134人。